# Брахипельма Смитти
Брахипельма Смитти (лат. Brachypelma smithi) — вид пауков-птицеедов из рода Brachypelma.
Обитает в районах тихоокеанского побережья Мексики и на юге США.
Предпочитает влажные места обитания, прячется в кустарниках.
Один из самых популярных видов пауков, которых разводят в неволе, вследствие их большого размера и яркой окраски.
Из-за резкого снижения численности этот вид по соглашению CITES был отнесён к списку запрещённых к отлову в целях продажи животных, а также был введён запрет на ввоз или вывоз любых пауков рода Brachypelma.

## Описание

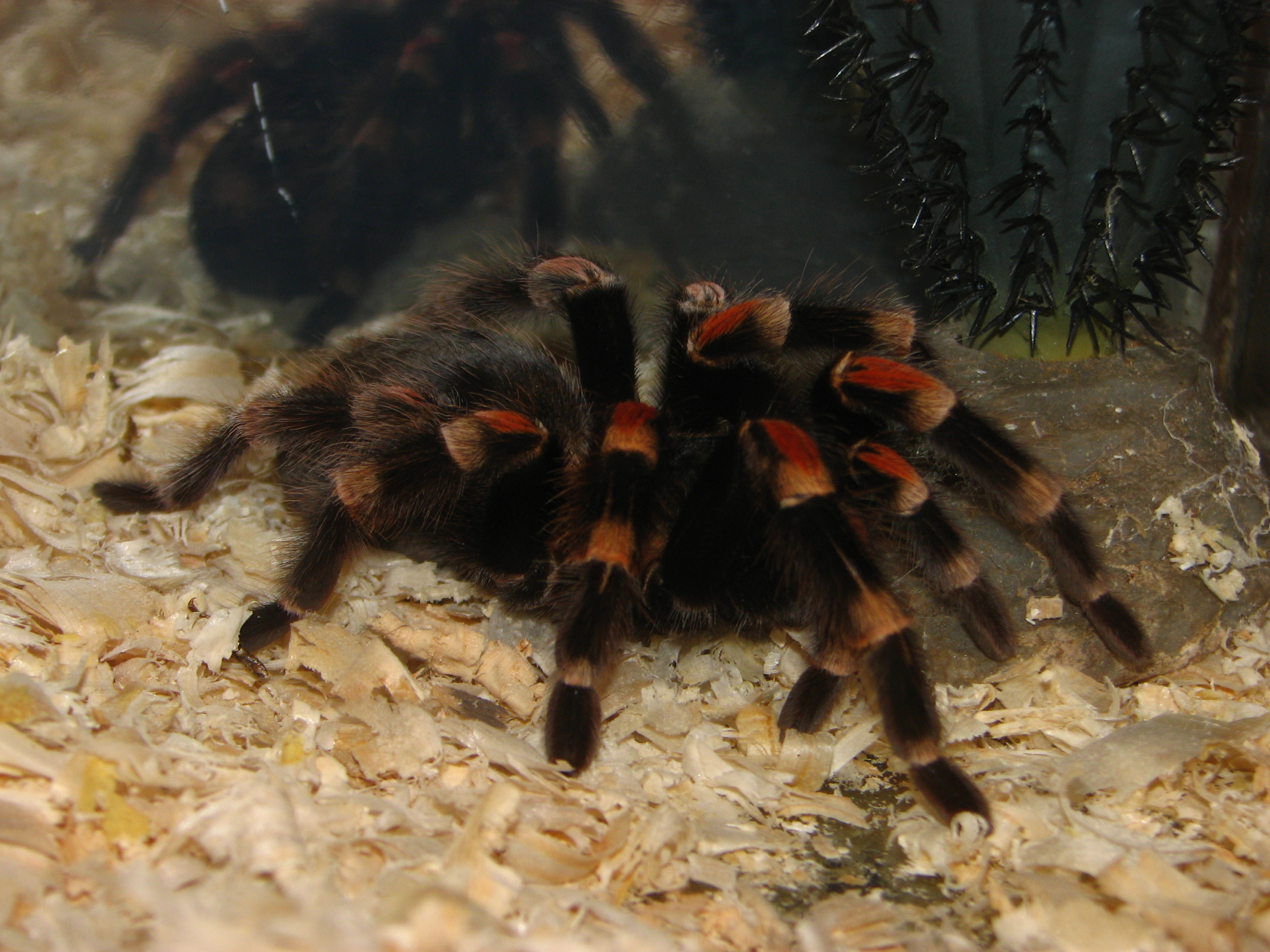
Brachypelma smithi в террариуме

Размер тела до 9 см, размах лап — до 17 см.
Окраска тёмно-коричневая, местами почти чёрная, на ногах имеются яркие красные или оранжевые участки, возможна также белая или жёлтая окантовка.
С каждой следующей линькой окраска паука становится всё более выразительной — тёмные участки больше приближаются к чёрному цвету, а участки с красной окраской — усиливают степень красного цвета.

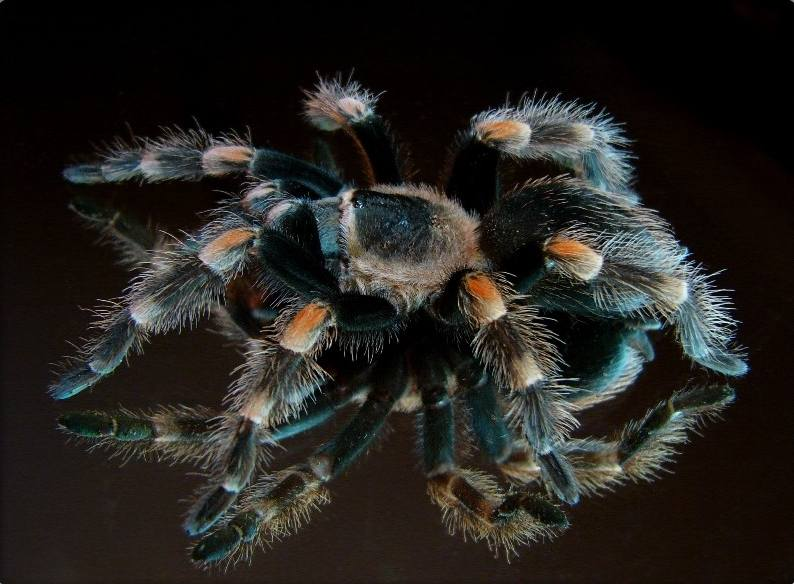

Тело покрыто густыми волосками светло-розового или коричневого цвета. При стрессе паук стряхивает волоски с брюшка. Попадание волосков на кожу может вызвать аллергическую реакцию (зуд и покраснение), при попадании волосков в глаз может быть повреждено зрение.
Этот вид пауков — один из наиболее спокойных и неагрессивных. Токсичность яда пауков рода Brachypelma в сравнении с другими птицеедами считается невысокой. Тем не менее, в отдельных случаях возможна сильная аллергическая реакция, вплоть до угрозы смертельного исхода.

## Образ жизни
Растёт медленно, половой зрелости самцы достигают в возрасте 2 лет, самки — в возрасте 5 лет.
Питается мелкими ящерицами, грызунами и крупными насекомыми.
Продолжительность жизни у самок — до 25—30 лет, у самцов 3—5 лет.
Самка откладывает кладку из нескольких сотен яиц (150—200).

## Похожие виды

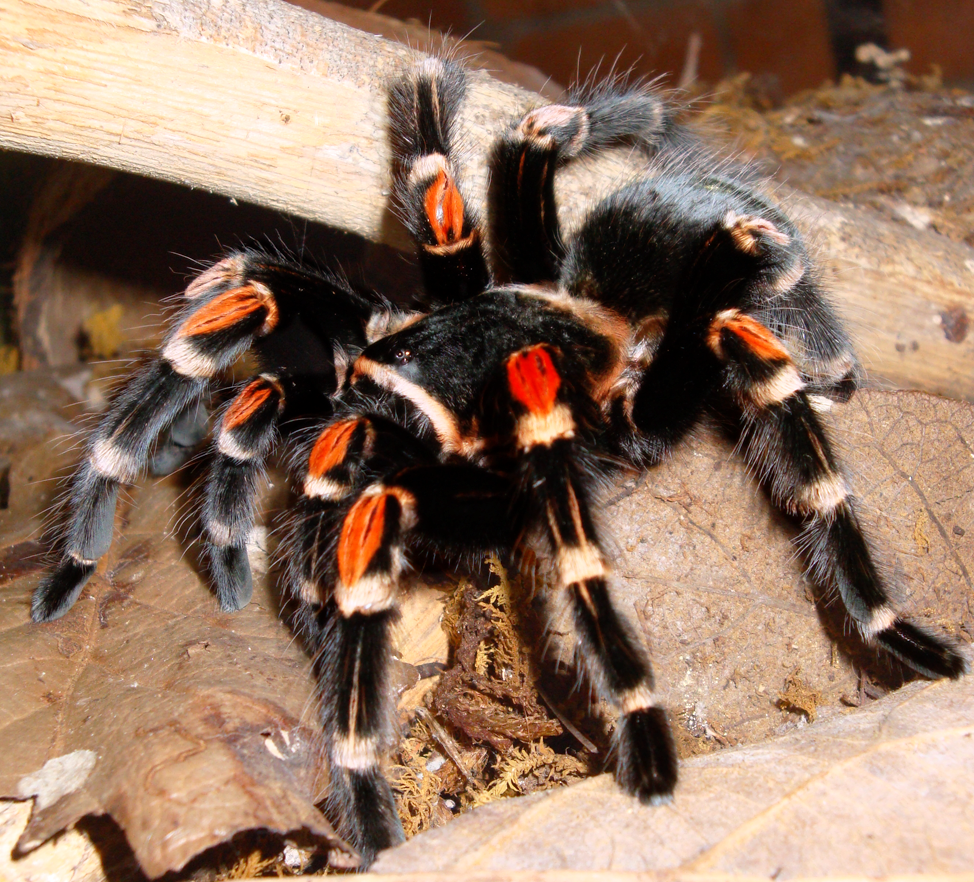
Brachypelma auratum

Brachypelma auratum внешне очень похож на Brachypelma smithi. Как самостоятельный вид он был научно описан только в 1993 году. Ранее его считали редкой цветовой формой Brachypelma smithi, «псевдосмити» или «высокогорной смити».